# Tantoyuca (kommun)
Tantoyuca är en kommun i Mexiko.   Den ligger i delstaten Veracruz, i den sydöstra delen av landet, 240 km norr om huvudstaden Mexico City.
Följande samhällen finns i Tantoyuca:
- Tantoyuca
- El Lindero
- Ixcanelco
- Los Ajos
- Ciruelar Aquiche
- Moralillo
- Callejón Santa Clara
- El Rincón
- Las Mesas San Gabriel
- Rancho Nuevo
- El Jobo Aquiche
- Cuchilla Chica
- La Estanzuela
- Terrero
- Trapiche
- Cerro Botica
- La Peña
- El Remanso
- Tepatlán
- El Mirador
- Mezquite Mata del Tigre
- Potrero Segundo
- Palmar Aquiche Primero
- La Mora
- Guayabal Aquiche
- Palo Solo
- El Aguacate
- Cuchilla Grande
- El Cerro
- Loma del Aquiche
- Tecomate
- La Chaca
- El Naranjal
- Huizache
- Zapotal
- Zapotal Segundo
- Tetillas
- El Limón
- La Morita
- La Higuera
- Las Agujas
- Maguey Primero
- Cerro Mirador
- Ixtle Blanco
- Zapotal Mata del Tigre
- El Aquichal
- Paso del Limón
- Rancho Viejo
- Jumal
- Huichinal Chila Pérez
- Casas Viejas
- Guayal Mata del Tigre
- Guayabo Grande
- Zapotal San Lorenzo
- Ixtlar
- Tanzaquil
- Mecapala
- Potrero Primero
- Zapotal Primero
- Buena Vista
- La Tinaja San Gabriel
- El Lindero
- Rancho Viejo
- Palo de Rosa
- Loma Alta
- Las Lajitas
- Cerro San Gabriel
- Pensador Mexicano
- Buena Vista
- Tampatel
- Chijolar Grande
- La Garrapata San Lorenzo
- Cornizuelos
- Mapán Laja Segunda
- Monte Grande
- Ciruelar Chote
- Guayabo Chico
- El Toyol
- Cerro la Campana
- Guayabal Grande
- Loma Larga
- Jacubal
- Fraccionamiento Dos Arroyos
- Izotal Cardonal
- El Gallo
- Buena Vista
- Sombrerillo
- Buenos Aires
- San Antonio
- Palmar Segundo
- Palma Solita
- Las Víboras
- El Mamey
- Tanquián
- Nuevo Laredo
- La Esperanza
- Cucharas
- La Pitahaya
- La Esperanza
- Guayabal Segunda
- El Mezquite
- El Chiquero
- Santa Mónica
- Mezquital Chila Pérez
- Tierra Blanca
- Terrero Tametate
- Pedernal
- Maguey Segundo
- Guayabal Mata del Tigre
- Cerro Acececa
- Huizachal
- Ejido Independencia Nacional
- Cardonal
- Pastoría
- San Jerónimo
- Horcón Chote Chijolar
- Chote Chijolar
- Zapotal Segundo
- Carrizal Primero
- Garrapata Dos
- Rancho Nuevo Chijolar
- Guayalar
- La Calzada
- Cornizuelo
- El Limón
- El Mamey San Gabriel
- Loma de la Mosca
- Palo Verde
- Mano de León
- San Nicolás
- Dos Caminos el Limón
- Huizache Laja
- El Chijolito
- Tazajera
- Tepatlán Chico
- Moneque
- Carrizal Segundo
- Zapotal
- Zanja María
- Chupadero
- Loma de Franco
- Lapuente Mata del Tigre
- El Manantial
- Cuesta del Toro
- Monte Grande
- Loma Atravesada
- El Aguacate
- Ejido Emiliano Zapata
- Zapote Largo
- El Sabino
- El Sabroso Uno Crucero Palmito
- Cerro Jocutla
- Maguey Chijolar
- El Nopal
- Tototla